# Арсений Элассонский
Арсе́ний Элассо́нский (греч. Αρσένιος Ελασσώνος в миру — Апо́столис; январь 1550, с. Калориана (совр. Калогриана), близ Трикала (Фессалия, Греция) — 29 апреля 1625, Суздаль) — архиепископ Суздальский и Тарусский.

## История жизни
Большая часть известных сведений о жизни Арсения Элассонского содержится в его трудах и греческом житии святителя, найденном в монастыре Сумела в Трапезунде.
Отец Арсения Феодор был священником, а мать Хрисанфи — сестра Ларисского митрополита Неофита, а также племянница святого Виссариона Ларисского. У Арсения было 4 старших брата — Иоасаф (епископ Стагонский), Марк (епископ Димитриады), а также Афанасий и Пахомий (оба иеромонахи).
Примерно в 1560 году отец Арсения умер, и его воспитание легло на плечи старшего брата Иоасафа, который и дал младшему брату первое образование. В 1568—1572 годах Арсений учился в школе дидаскала Матфея. В 1572 году Арсений стал монахом, а несколькими днями позже митрополит Иеремия возвёл его в сан иеродиакона. После смерти старшего брата Иоасафа, Арсений жил в монастыре Дусику, где в 1579 году он стал иеромонахом. В конце 1579 года был назначен священником Патриаршего храма Паммакаристос.

Монограмма епископа Арсения из «Грамматики доброглаголивого еллинословенского языка» (Львов, 1591)

21 февраля 1584 года Арсений становится архиепископом Димоника и Элассона. В 1585 году по наставлению Патриарха Феолипта II отправился с посольством в Москву, чтобы помянуть душу ушедшего из жизни царя Иоанна IV Васильевича Грозного. На обратном пути Арсений остановился во Львове, где остался, возглавил в качестве ректора высшую братскую школу, в которой около двух лет преподавал греческий и церковнославянский языки, а также руководил написанием греко-славянской грамматики, напечатанной в 1591 г. под названием «Адельфотес. Грамматіка доброглаголиваго еллинословенскаго языка. Совершеннаго искусства осми частей слова. Ко наказанїю многоименитому Російському роду».
В 1588 году Арсений Элассонский сопровождал патриарха Иеремию по пути в Москву, где они вместе вели переговоры о введении в России Патриаршества. В 1589 году в Успенском соборе Арсений принял участие в избрании Патриарха всея Руси, в том числе и доставил акт избрания царю. Также участвовал при рукоположении святого митрополита Иова в Патриарха. Получив разрешение от царя оставаться в Москве, Арсений поселился недалеко от царского дворца в Кремле.
В 1597 году Арсений стал архиепископом Архангельского собора в Московском Кремле. В 1599 году царь Борис Годунов пожаловал архиепископу Архангельскому земли в Боровском, Клинском и Московском уездах. Арсений на получаемые с этих земель доходы построил несколько храмов в Москве, в том числе церковь во имя Чуда архистратига Михаила в московском Андрониковом монастыре. В течение последующих лет Арсений постоянно выделял средства на строительства новых храмов и церквей в Подмосковье.

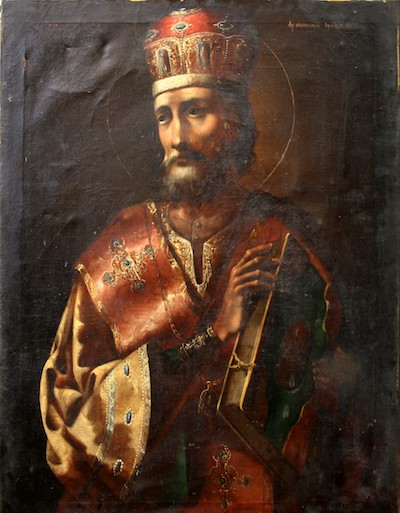
Архиепископ Арсений. Неизвестный художник, XIX в.

Автор записок «Описание путешествия в Московию» (1588—1589 года). Он принимал участие в венчании Лжедмитрия I на царство, в том числе лично возложил на него шапку Мономаха. Также архиепископ Архангельский принимал участие в короновании Марины Мнишек, жены царя-самозванца. Присутствовал при расправе с Лжедмитрием I и избрании нового царя — Василия Иоанновича Шуйского. При нём же появился и Лжедмитрий II. Во время пожара в Кремле Арсений тоже пострадал, огонь добрался и до его дома. В 1611 году Арсений возглавил московское православное духовенство, в качестве главы которого вёл переговоры с королём Сигизмундом III. В конце 1612 года, как считается, ему явился образ преподобного Сергия Радонежского, предсказавший конец российских бедствий в ближайшем времени. В конце года Арсений со всем московским духовенством встречал русское войско. А в мае 1613 года он встретил Михаила Феодоровича Романова с его матерью и сопроводил их до царских гробниц, где отслужил молебен.
В 1613 году он стал архиепископом Тверским и Кашинским, с сохранением титула архиепископа Архангельского. В этом же году участвовал в Земском соборе, где подписался шестым в соборной грамоте по избранию на царство Михаила Фёдоровича, с титулом архиепископа Архангельского.
Предположительно в 1615 году был назначен на Суздальскую кафедру, где получил титул архиепископа Суздальского и Тарусского. После этого он был освобождён от служения в Архангельском соборе, поэтому титул архиепископа Архангельского потерял.
В 1620 году архиепископ Суздальский святитель участвовал в постановлении «О крещении латынь и о их ересех». В 1625 году Арсений принимал участие в расследовании чудотворного воздействия Казанской иконы Божией Матери. В этом же году Арсений Элассонский скончался и был погребён в суздальском кафедральном Богородице-Рождественском соборе.
В 1660 году над его могилой построили деревянную гробницу и написали его образ, в некоторых храмах начали появляться иконы с его ликом.
В 1668 году Суздальский архиепископ Стефан обрёл нетленные мощи Арсения Элассонского. В Кайдаловских святцах конца XVII века отмечены дни памяти святителя (29 апреля) и обретения его мощей (28 апреля). Канонизирован в 1982 году с включением имени в Собор Владимирских святых.
22 февраля 2015 года состоялось перенесение мощей святителя Арсения Элассонского из Богородице-Рождественского собора в Успенскую церковь города Суздаля.

## Некоторые интересные свидетельства архиепископа

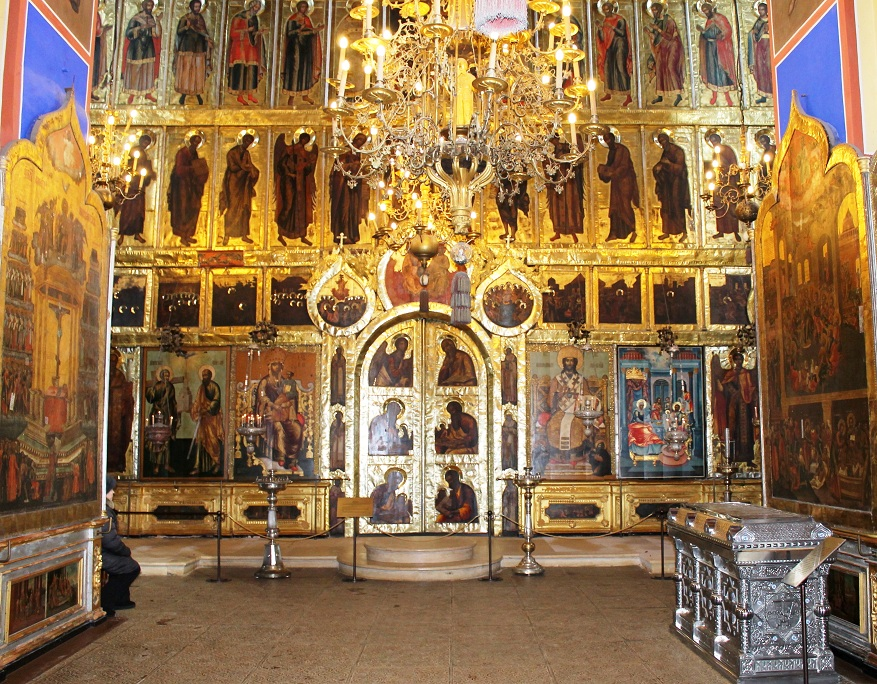
Рака с мощами святителя Арсения Элассонского в Богородице-Рождественском соборе Кремля. Архитектор В. А. Звёздкин. Перенесена в Успенскую церковь Суздаля.

Интересно сообщение Арсения Грека о шедевре московских ювелиров: «Этот же царь Борис Годунов устроил плащаницу с изображениями Господа Христа с Божиею Матерью, двенадцатью апостолами и Иосифом и Никодимом из чистого кованого золота, тонкой работы, достойной удивления. На изображение Господа Христа пошло чистого золота 200 литр и на каждого апостола по 200 литр». Впоследствии Исаак Масса отметил, что этот шедевр был отправлен в Польшу лже-Димитрием.